# GlobalSight
GlobalSight es un sistema de gestión de traducción (SGT o, en inglés, Translation Management System, TMS) de código abierto lanzado bajo licencia Apache 2.0. Desde la versión 7.1 soporta el uso de los estándares TMX y SRX 2.0 de la Localization Industry Standards Association. Fue desarrollado en Java y usa base de datos MySQL.  GlobalSight también permite traducción asistida por computadora (TAO) y traducción automática (TA).

## Historia
Entre 1997 y 2005 se llamaba Ambassador Suite y fue desarrollado y propiedad de GlobalSight Corp. que, de acuerdo con Red Herring magazine era una de las "ten companies to watch" (10 compañías a ser observadas) en 1999. En 2005 Transware Inc. adquirió la empresa y continuó su desarrollo. En mayo de 2008 Welocalize, a su vez, adquirió Transware y, con ella, GlobalSight. En enero de 2009 tras reemplazar la tecnología propietaria usada en el producto (flujo de trabajo, base de datos, mapeo de relaciones entre objetos, middleware, gestión de directorios y programación de tiempo) por componentes de código abierto, Welocalize lanzó la versión 7.1.

### Otras compañías implicadas
En diciembre de 2008 había cuatro proveedores de servicios lingüísticos involucrados en el proyecto: Afghan Translation Service, Applied Language Solutions, Lloyd International Translations y VistaTEC.

## Características
De acuerdo con la guía entrenamiento del traductor  y revisor y el artículo GlobalSight vs WorldServer, el software tiene las siguientes funciones:
- Flujos de trabajo personalizados, creados y editados usando editor gráfico de flujo de trabajo.
- Soporte para traducción humana (TH) y mecánica (TA) completamente integrada.
- Automación de muchos pasos tradicionalmente manuales en el proceso de traducción, incluyendo: filtrado y segmentación, aprovechamiento de traducción automática, análisis, costes, transferencias de archivos, notificaciones vía correo electrónico, actualización de TA, generación de archivos objetivo.
- Gestión de memoria de traducción y aprovechamiento, incluyendo TAs multilingües.
- Correspondencia exacta en contexto, tan exacta como correspondencia fuzzy.
- Gestión y aprovechamiento de terminología.
- Memoria de traducción centralizada y simplificada y gestión de terminología.
- Soporte completo de procesos de traducción que utilicen múltiples proveedores de servicios lingüísticos (Language Service Providers, LSPs).
- Dos editores en línea de traducción.
- Soporte para herramientas de traducción asistida por computadora (CAT) tales como Trados.
- Cálculos de coste basados en tasas (proporciones) configurables para cada paso del proceso de traducción.
- Filtros para docenas de tipos de archivo, incluyendo Word, RTF, PowerPoint, Excel, XML, HTML, Javascript, PHP, ASP, JSP, Java Properties, Frame, InDesign, etc.
- Búsqueda de concordancias.
- Mecanismo de alineamiento para generar memoria de traducción a partir de documentos previamente traducidos.
- Elaboración de informes.
- Servicios Web API para acceder programáticamente a la funcionalidad y datos de GlobalSight functionality.
- Integración con APIs de Asia Online para traducción automática.